# Diacrodon
Diacrodon es un género de plantas con flores perteneciente a la familia de las rubiáceas. Incluye una sola especie: Diacrodon compressus Sprague,  (1928).